# Mohamed Kanu
Pour les articles homonymes, voir Kanu.
Mohamed Kanu (né le 5 juillet 1968 à Freetown) est un joueur de football sierra léonais, devenu entraîneur. Il a joué toute sa carrière professionnelle dans des clubs belges, au poste de défenseur central. Il est en 2011 le sélectionneur de l'équipe de Sierra Leone de football.
Durant les 5 saisons qu'il passe au Cercle de Bruges, il est élu deux fois « Joueur du Cercle de la saison » par les fans lors du « Pop Poll d'Echte ». Il acquiert également la nationalité belge en 2002.